# Robert Levi
Robert Levi (* 29. Januar 1921 in Zürich; † 16. November 2002 in Baar) war ein Schweizer Jurist.

## Leben
Robert Levi begann seine berufliche Laufbahn als Abteilungssekretär im Gesundheitsamt der Stadt Zürich. Von 1965 bis 1977 war er (von der SP vorgeschlagener) Oberrichter in Zürich. Von 1977 bis 1987 war er Bundesrichter in der staats- und verwaltungsrechtlichen Abteilung, zuständig vor allem für die Beurteilung von Willkürbeschwerden.